# فیلیپا لنکستر
فیلیپا لنکستر (پرتغالی: Filipa) زاده ۳۱ مارس ۱۳۶۰ - درگذشته ۱۹ ژوئیه ۱۴۱۵) شهبانوی (ملکه) پرتغال از سال ۱۳۸۷ الی ۱۴۱۵ و همسر پادشاه ژواو یکم بود. او که در خانواده سلطنتی انگلستان به دنیا آمد، با ازدواج او پیمان ویندزور را تضمین شد و شهبانو فیلیپا فرزندان متعددی را به دنیا آورد که در پرتغال به " نسل درخشان " معروف شدند.

## فرزندان
فیلیپا شهبانویی سخاوتمند و دوست داشتنی، مادر «نسل درخشان» (پرتغالی: Ínclita Geração)بود، فرزندان او (شاهزادگان و شاهزاده خانم‌ها) عبارت بودند از:
- بلانچ[۲] (زاده ۱۳ ژوئیه ۱۳۸۸ - درگذشته ۶ مارس ۱۳۸۹)، در کودکی در سن ۷ ماهگی در لیسبون درگذشت و در کلیسای جامع لیسبون به خاک سپرده شد.[۳]
- آفونسو[۲] (۳۰ ژوئیه ۱۳۹۰–۲۲ دسامبر ۱۴۰۰)، وارث تاج و تخت، در کودکی در سن ۱۰ سالگی در براگا درگذشت و در کلیسای جامع لیسبون به خاک سپرده شد.[۳]
- دوارته (ادوارد)[۲] (۳۱ اکتبر ۱۳۹۱–۱۳ سپتامبر ۱۴۳۸)، نویسنده و روشنفکری که در سال ۱۴۳۳ به عنوان پادشاه پرتغال جانشین پدر شد.
- پیتر[۲] (۹ دسامبر ۱۳۹۲–۲۰ مه ۱۴۴۹)، دوک کویمبرا، مردی خوش سفر که در دوران خردسالی برادرزاده‌اش آفونسوی پنجم به عنوان نایب السلطنه خدمت کرد.
- هنری[۲] (۴ مارس ۱۳۹۴–۱۳ نوامبر ۱۴۶۰)، به نام «دریانورد»، اولین دوک ویزو، که پرتغال را به عصر اکتشاف هدایت کرد.
- ایزابلا[۲] (۲۱ فوریه ۱۳۹۷–۱۱ دسامبر ۱۴۷۱)، با فیلیپ سوم، دوک بورگوندی ازدواج کرد.
- ژواو (جان)[۲] (۱۳ ژانویه ۱۴۰۰–۱۸ اکتبر ۱۴۴۲)، پاسبان پرتغال، لرد رگنگوس، پدربزرگ دو پادشاه ایبریا در قرن شانزدهم (مانوئل یکم، پادشاه پرتغال وایزابلا اول ملکه کاستیل).
- فردیناند[۲] (۲۹ سپتامبر ۱۴۰۲–۵ ژوئن ۱۴۴۳)، مشهور به «شاهزاده قدیس»، جنگجویی که در فاجعه طنجه در سال ۱۴۳۷ اسیر شد و در اسارت مورها درگذشت.